# Jannis Niewöhner
Jannis Niewöhner (Hüls, Krefeld, 30 de marzo de 1992) es un actor alemán conocido por interpretar a Gideon De Villier en la película de fantasía Ruby Red.
Actualmente, vive en Berlín, Alemania. Desde que en 2009 dejó de salir con su compañera Emilia Schüle, no tiene se le conoce otra pareja.

## Carrera

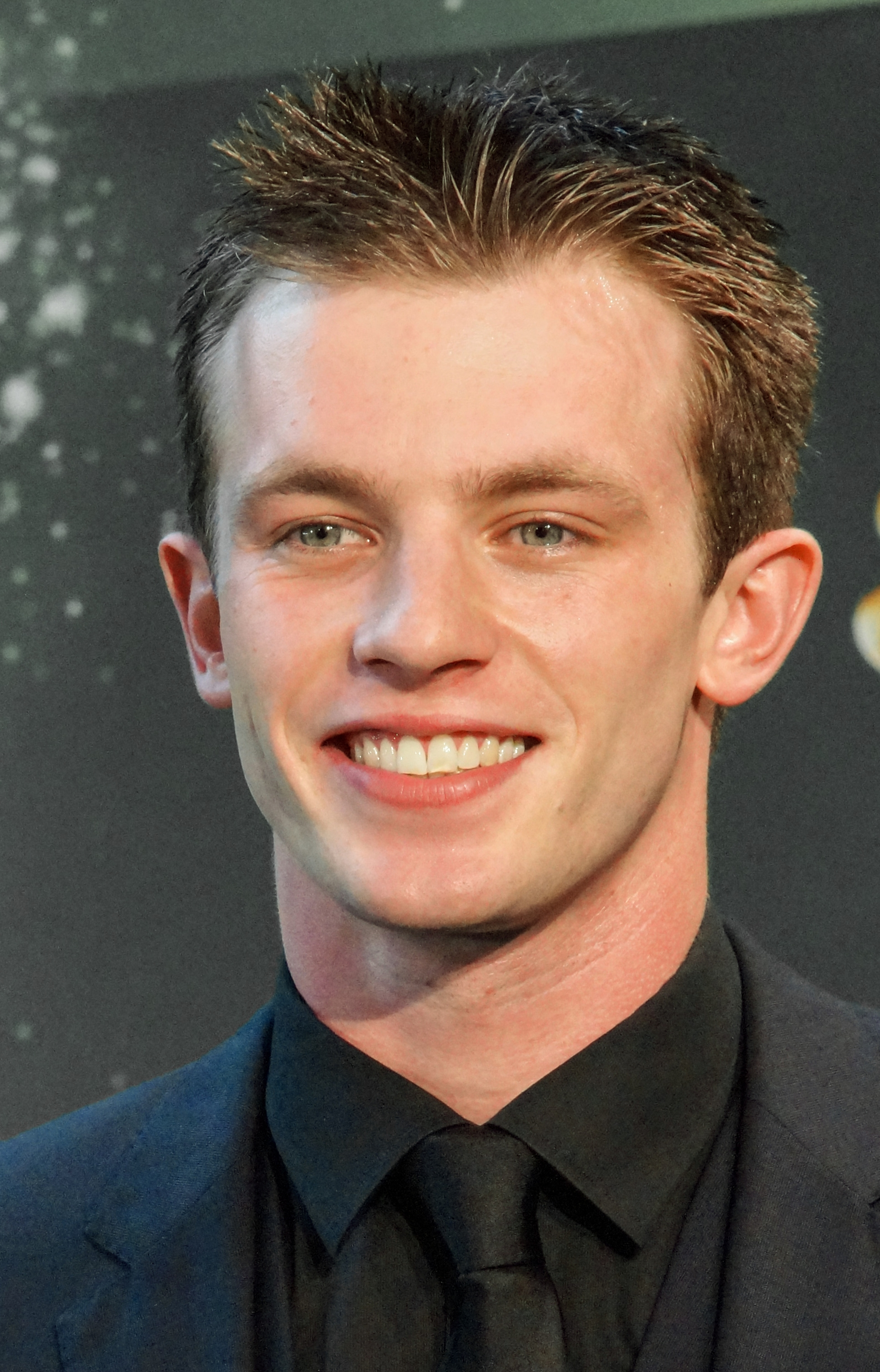
Jannis en junio de 2016

Su carrera como actor comenzó a la edad de diez años, en episodios en la serie Tatort: Fakten, Fakten… dirigida por Susanne Zanke. Le siguieron otras producciones de cine y televisión, como en 2004 la película El tesoro de los Halcones Blancos o una especial aparición en Colonia Brigada Criminal. 
Fue conocido principalmente por su papel como Tim Carsten en la película El secreto de la máquina de la mente misteriosa y en la película The Wild Chicks. 
En 2008, protagonizó la película Sommer al lado de Jimi Blue y Sonja Gerhardt. Por este papel fue nominado en el mismo año para un premio en la categoría de Mejor Actor adolescente de largometraje. En 2008, junto con Jimi Blue, Wilson González y Emilia Schüle rodó la película de drama juvenil Gangs. 
En el año 2012, junto con su compañera de reparto Maria Ehrich, protagonizó Rubí, la adaptación cinematográfica de la primera parte de la serie de libros El amor más allá del tiempo, escritos por Kerstin Gier. La primera película, Rubí: la última viajera en tiempo, fue lanzada en 2013 en los cines alemanes. En agosto del 2014 se estrenó su secuela, Zafiro y la última entrega de esta serie Esmeralda, fue estrenada en 2016.
En 2016 se estrenó 'Jonathan', de Piotr J. Lewandowski, en el que interpreta el papel protagonista.
- 2019 "Narciso y Goldmundo", basada en la novela homónima de Hermann Hesse.
- 2020 "Por los niños"
- 2021 "Múnich en vísperas de una guerra", película de Netflix
- 2023  Stella. Víctima y culpable (Stella. A Life.), basada en hechos reales

## Beat
En 2018 se estrena "Beat" en Amazon Prime, con Jannis como protagonista. Robert Schlag es un promotor de la escena nocturna berlinesa capaz de conseguir casi todo lo que le piden, adicto a la cocaína y al éxtasis, Schlag es reclutado por la ficticia ESI (European Security Intelligence) para ayudarles a destapar un entramado de empresas que se dedican al tráfico de órganos